# Cyrus I
Cyrus I was koning van Anshan van 600 V.C. tot 580 V.C. 
Hij was de kleinzoon van Achaemenes (de stichter van de Achamenidische dynastie). 
Hun dynastie was slechts een provincie van het Medische Rijk en toen Teispes (de vader van Cyrus) stierf verdeelden zijn zonen (Cyrus en Ariaramnes) het rijk in twee delen (Anshan en Perzië).
Zijn eigenlijke koningschap is niet volledig bevestigd, een mogelijke optie is dat hij Kuras van Parsamus is, onder die naam zou hij in de 7de eeuw V.C. enkele keren vermeld zijn (vooral bij Babylonische koningen).
Na verscheidene oorlogen tussen de Meden en de Babyloniërs viel het rijk terug in de handen van de Meden.
Bij zijn dood was Anshan wellicht een provincie onder de heerschappij van het Medische Rijk (onder koning Cyaxares of zijn zoon Astyages). Hij werd opgevolgd door zijn zoon Cambyses I.